# Hans Georg Gundel
Hans Georg Gundel (* 20. Oktober 1912 in Gießen; † 27. Dezember 1999 ebenda) war ein deutscher Althistoriker.

Er ist der Sohn des Professors für Klassische Philologie Wilhelm Gundel und wurde 1937 bei Fritz Taeger mit dem Thema Untersuchungen zur Taktik und Strategie der Germanen nach den antiken Quellen promoviert. Nachdem er am Zweiten Weltkrieg teilgenommen hatte, unterrichtete er von 1948 bis 1968 am Landgraf-Ludwigs-Gymnasium in Gießen. Nach Wilhelm Hoffmanns Weggang an die Eberhard Karls Universität Tübingen im Jahr 1968 wurde Gundel auf den Lehrstuhl für Alte Geschichte an der Justus-Liebig-Universität Gießen berufen. Diese Position hatte er bis zu seiner Emeritierung 1978 inne.
Gundel wurden zahlreiche Ehrungen zu teil, wie die Wahl zum korrespondierenden Mitglied des Deutschen Archäologischen Institutes, die Auszeichnung mit dem Geschichtspreis der Universität Gießen 1982, die Wahl zum Mitglied der Historischen Kommission für Hessen und die Berufung zum Ehrenmitglied des Oberhessischen Geschichtsvereins.
Schwerpunkte seiner Forschungen und Veröffentlichungen waren die römisch-germanischen Auseinandersetzungen, die antike Astronomie sowie die hessische, die Gießener und die Universitätsgeschichte. Dem von ihm mitherausgegebenen Werk zur Universität Gießen wird vorgeworfen, die „meisten peinlichen Fakten der Hochschulvergangenheit“ in einer „Tradition akademischer Selbstbeweihräucherung“ zu verschweigen, wobei „die braunen Flecken naturgemäß untergehen“.
Von 1950 bis 1987 betreute er nebenamtlich die Gießener Papyrussammlungen der Universitätsbibliothek. Er arbeitete zeitweise am Thesaurus Linguae Latinae mit und verfasste über 500 vor allem prosopographische Artikel für Paulys Realencyclopädie der classischen Altertumswissenschaft (RE) sowie zahlreiche Artikel für den Kleinen Pauly.
Gundel wurde 1931 Mitglied der Burschenschaft Alemannia Gießen und im Wintersemester 1932/1933 der Bonner Burschenschaft Frankonia.

## Schriften (Auswahl)
Monografien
- Zodiakos: Tierkreisbilder im Altertum. Kosmische Bezüge und Jenseitsvorstellungen im antiken Alltagsleben. Zabern, Mainz 1992, ISBN 3-8053-1324-1.
- Der alte Orient und die griechische Antike. Klett-Cotta, Stuttgart 1981, ISBN 3-12-915610-0.
- Weltbild und Astrologie in den griechischen Zauberpapyri (= Münchener Beiträge zur Papyrusforschung und antiken Rechtsgeschichte. Band 53). Beck, München 1968.
- mit Wilhelm Gundel: Astrologumena. Die astrologische Literatur in der Antike und ihre Geschichte (= Sudhoffs Archiv. Beiheft 6). Steiner, Wiesbaden 1966, ISBN 3-515-00290-1.

Herausgeberschaften
- Ehrenbuch der Giessener Burschenschaft Alemannia. Unsere Gefallenen 1939–1945. Gießen 1966.
- Wilhelm Gundel: Dekane und Dekansternbilder. Ein Beitrag zur Geschichte der Sternbilder der Kulturvölker (= Studien der Bibliothek Warburg. Band 19). Augustin, Hamburg u. a. 1936 (2., durchgesehene Auflage London/Darmstadt 1969 mit einem Anhang von Hans Georg Gundel).
- mit Friedrich Bert: Weitere Beiträge zur Geschichte der Gießener Burschenschaft Alemannia. Festgabe zum 110. Stiftungsfest. Gießen 1971.
- mit Peter Moraw und Volker Press: Gießener Gelehrte in der ersten Hälfte des 20. Jahrhunderts. 2 Bände, N. G. Elwert Verlag, Marburg 1982, ISBN 3-7708-0724-3 und ISBN 3-7708-0723-5.